# تیم ملی بسکتبال صربستان

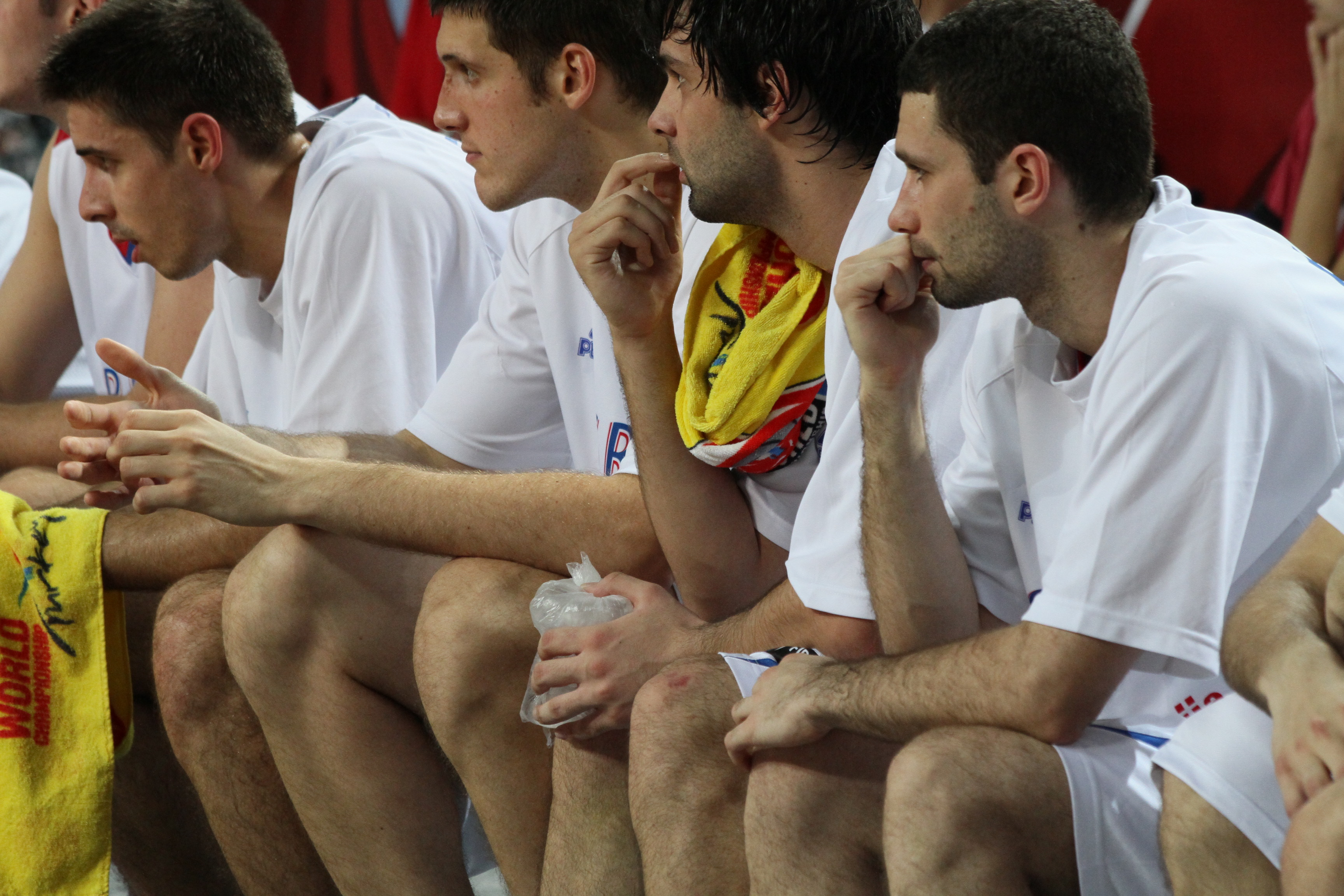

تیم ملی بسکتبال صربستان، نام تیم رسمی بزرگسالان کشور صربستان و از تیم‌های برتر بسکتبال جهان است.
این تیم در رده‌بندی جهانی فیبا در سال ۲۰۱۲ در مقام هشتم قرار داشت.

## بازیکنان کنونی
- Krstić، Nenad
- بوبان ماریانوویچ

## تاریخچه
با شروع جنگ‌های یوگسلاوی در سال ۱۹۹۱و تجزیه یوگسلاوی، تیم قدرتمند یوگسلاوی منحل شد و زیرساخت‌های بسکتبال به‌طور مساوی بین شش ایالت که تشکیل جمهوری فدرال سوسیالیستی را داشتند، توزیع شد. یوگسلاوی در سال ۱۹۹۲، به‌عنوان فدراسیون دو جمهوری یوگسلاوی باقی مانده صربستان و مونته‌نگرو تأسیس شد. کشور جدیدالتأسیس کمتر از نیمی از جمعیت کشور سابق را داشته است. فدراسیون بسکتبال یوگسلاوی به‌عنوان حاکمیت بسکتبال در کشور جدید تبدیل شد. پس از تصویب، تیم ملی از شرکت در مسابقات بین‌المللی محروم شد. به‌دلیل این تحریم‌ها و ادامه جنگ، تیم ملی از حضور در بازی‌های المپیک تابستانی ۱۹۹۲، قهرمانی اروپا ۱۹۹۳ و ۱۹۹۴، و جام جهانی محروم شد.